# Huttange
Huttange (luxembourgeois : Hitten) est une section de la commune luxembourgeoise de Beckerich située dans le canton de Redange.

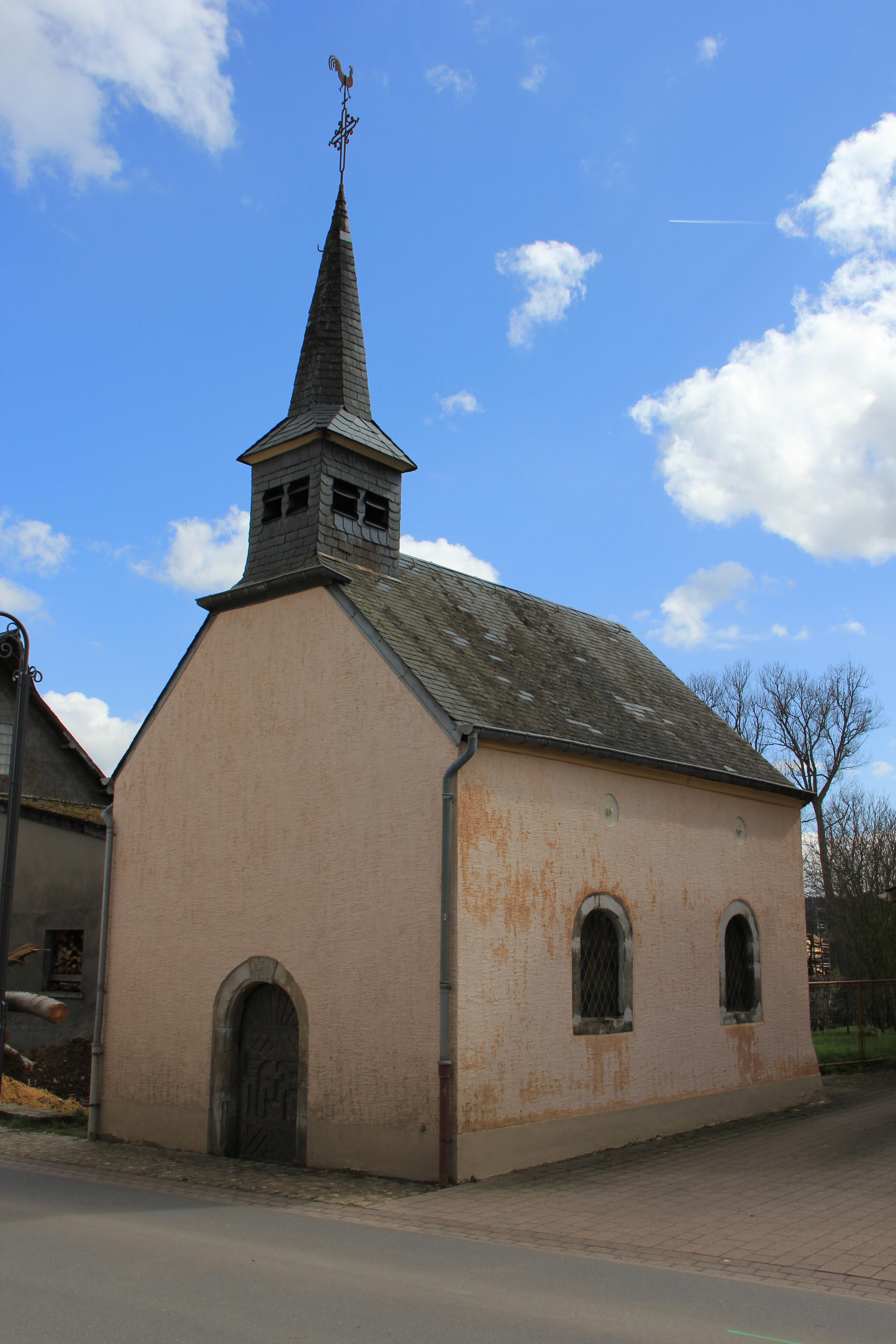
La chapelle Saint-Sigismond